# Tanytarsus flumineus
Tanytarsus flumineus är en tvåvingeart som beskrevs av Harrison 2004. Tanytarsus flumineus ingår i släktet Tanytarsus och familjen fjädermyggor. Inga underarter finns listade i Catalogue of Life.